# Verteilungsnormen
Als Verteilungsnormen (auch Schrankennormen) werden die Artikel in Doppelbesteuerungsabkommen bezeichnet, welche besagen, ob nur einer oder beide Vertragsstaaten das Besteuerungsrecht haben. Handelt es sich um „vollständige“ oder „ausschliessliche“ Verteilungsnormen, so wird das Besteuerungsrecht nur einem Staat zugeteilt, wohingegen die „unvollständigen“ oder „nicht ausschliesslichen“ Verteilungsnormen beiden Vertragsstaaten ein gewisses Besteuerungsrecht einräumen. Im Fall von „unvollständigen“ oder „nicht ausschliesslichen“ Verteilungsnormen bedarf es die Methodenartikel, um die Doppelbesteuerung zu vermeiden. Die Methodenartikel besagen wie der Ansässigkeitsstaat die Doppelbesteuerung vermeidet, wenn auch der andere Vertragsstaat Einkünfte oder Vermögen besteuert.
Im Musterabkommen der OECD (OECD-MA) sind die Artikel 6–22 Verteilungsnormen.